# Уайбл, Тери
Тери Уайбл (англ. Teri Wyble; род. 23 марта 1985, Арновилл, Луизиана) — американская актриса, которая появилась в постапокалиптическом телесериале AMC «Ходячие мертвецы» в роли офицера Шепарда и в боевике «Терминатор: Генезис» в роли солдата человеческого сопротивления Мариам. Она родилась в Арновилле, Луизиана, младшая из пяти детей.

## Карьера
Уайбл получила степень бакалавра изящных искусств по направлению «Танец» в Университете Луизианы в Лафейетте. Она переехала в Новый Орлеан, чтобы начать свою актёрскую карьеру. Она получила свою первую роль на экране в фэнтезийном фильме «Президент Линкольн: Охотник на вампиров». Уайбл отправилась в Зебоден, Австрия, где была удостоена награды «Модель года» на World Bodypainting Festival 2010 года. Уайбл появилась в драматическом телесериале AMC «Ходячие мертвецы» в роли офицера Шепарда и в фильме «Терминатор: Генезис» в роли солдата человеческого сопротивления Мариам.

## Фильмография
| Год  |   | Русское название                        | Оригинальное название           | Роль                  |
| ---- | - | --------------------------------------- | ------------------------------- | --------------------- |
| 2012 | ф | Президент Линкольн: Охотник на вампиров | Abraham Lincoln: Vampire Hunter | жена Генри            |
| 2012 | с | Общее дело                              | Common Law                      | партнёр по танцам     |
| 2013 | ф | Неудержимый                             | Bullet to the Head              | Белль                 |
| 2013 | ф | Прекрасные создания                     | Beautiful Creatures             | Шарлотта Дюшан        |
| 2013 | с | Нэшвилл                                 | Nashville                       | Гвен                  |
| 2014 | ф | Игра на высоте                          | When the Game Stands Tall       | Дженни Ладусер        |
| 2014 | с | Древние                                 | The Originals                   | Клара Саммерлин       |
| 2014 | с | До смерти красива                       | Drop Dead Diva                  | Рейчел                |
| 2014 | с | Безрассудный                            | Reckless                        | Эрика Таннер          |
| 2014 | с | Ходячие мертвецы                        | The Walking Dead                | офицер Шепард         |
| 2015 | ф | Вне/себя                                | Self/less                       | Андреа                |
| 2015 | ф | Ультраамериканцы                        | American Ultra                  | Программист №1        |
| 2015 | ф | Терминатор: Генезис                     | Terminator Genisys              | Мариам                |
| 2015 | ф | Прогулка по Миссисипи                   | Mississippi Grind               | женщина-покупатель    |
| 2015 | с | Зоо-апокалипсис                         | Zoo                             | Эми Фалко             |
| 2016 | ф | Джек Ричер 2: Никогда не возвращайся    | Jack Reacher: Never Go Back     | жена Прюдомм          |
| 2016 | с | Сверхспособности                        | Powers                          | репортёр Николь Глэнц |
| 2017 | с | Проповедник                             | Preacher                        | Софи                  |
| 2020 | ф | Охота                                   | The Hunt                        | Либерти               |